# Organisation de libération de la Palestine
« OLP » redirige ici. Pour les autres significations, voir OLP (homonymie) et PLO.
Pour les articles homonymes, voir Palestine.
L’Organisation de libération de la Palestine (arabe : مُنَظَمَة ٱلتّحْرِير ٱلْفِلَسْطِينِيَّة, Munaẓamaẗ ʾal-ttaḥrīr ʾal-filasṭīniyya, OLP, anglais : Palestine Liberation Organization, PLO) est une organisation palestinienne politique et militaire, créée le 28 mai 1964 à Jérusalem,. L'OLP est composée de plusieurs organisations palestiniennes, dont le Fatah, le Front populaire de libération de la Palestine (FPLP) et le Front démocratique pour la libération de la Palestine (FDLP). Elle a été dirigée par Yasser Arafat à partir de 1969.
Depuis sa création, l'OLP, qui comporte des institutions politiques, s'est présentée comme un mouvement de résistance armée représentant les Palestiniens. Le 22 novembre 1974, l’Assemblée générale des Nations unies, lui accorde le statut d’observateur. L'OLP est signataire des accords d'Oslo en 1993.

## Histoire

### Contexte

#### Luttes palestiniennes entravées
Au début des années 1960, les conséquences de la défaite des Arabes en 1949 pèsent sur le projet d'établissement d'une Palestine indépendante : des centaines de milliers de réfugiés (Nakba), l’annexion par Israël d’une partie des territoires prévus par les Nations unies pour l’État palestinien, et l’annexion de la Cisjordanie par le roi Hussein de Jordanie. Seule la bande de Gaza, sous contrôle égyptien, garde son autonomie. Le Haut Comité arabe (HCA), qui a dirigé les luttes nationales palestiniennes dans les années 1930 et 1940, est considérablement affaibli depuis que son dirigeant, le grand mufti de Jérusalem Hadj Amin El-Husseini, s'est engagé aux côtés de l’Allemagne nazie pendant la Seconde Guerre mondiale.

#### Combat au sein de la «nation arabe» versus autonomie palestinienne
Le 29 mars 1959, la République arabe unie (RAU), dirigée par Nasser, met à l’ordre du jour de la 31e session du Conseil de la Ligue arabe, la création d’une « entité palestinienne ». Il s’agit, pour Le Caire, de mettre sur pied des institutions qui représenteraient les Palestiniens et d'éviter la « liquidation » du problème palestinien (les États-Unis relancent à l'époque leur projet d’installation des réfugiés palestiniens dans les pays arabes). Nasser espère aussi profiter du soutien des Palestiniens dans son projet de leadership du monde arabe. Enfin, il cherche à dénier au roi Hussein, qui a annexé en 1950 le territoire palestinien connu sous le nom de Cisjordanie, le droit de représenter les Palestiniens.
En 1959, l’Union nationale palestinienne est créée par la RAU et des élections à un Conseil législatif ont lieu en janvier 1961. La Constitution provisoire de Gaza stipule que l’Union nationale « comprend tous les Palestiniens, où qu’ils se trouvent ». La mise en place de ces institutions consacre la rupture entre le HCA et Nasser. Le grand mufti quitte l’Égypte le 15 août 1959 pour se réfugier au Liban où il recçoit une aide du général Abdel Karim Kassem, qui vient de renverser la monarchie irakienne le 14 juillet 1958.
De son côté, Kassem lance, en décembre 1959, l’idée d’une « République palestinienne immortelle ». Selon lui, les Palestiniens doivent suivre la voie algérienne, celle de leur propre libération, sans attendre une hypothétique unité arabe. Il est le premier chef d’État arabe à proposer la création d’un État palestinien indépendant, à partir de la Cisjordanie et de Gaza, territoires sous contrôle arabe, puis dans toute la Palestine. Le 29 août 1960, le journal officiel irakien annonce la mise sur pied d’une Armée de libération de la Palestine, dont les premiers contingents avaient commencé leur entraînement dès avril 1960.

### Création en 1964
L'Organisation de libération de la Palestine est imaginée en 1964, avec à sa tête Ahmed Choukairy, comme un mouvement nationaliste arabe par les membres de la Ligue arabe, en particulier le président égyptien Gamal Abdel Nasser, dans le but de mettre sur pied des institutions qui représenteraient les Palestiniens. Le 28 mai 1964, le 1er Congrès national palestinien rassemble 350 délégués palestiniens et les représentants de la Ligue arabe.
La débâcle des armées arabes pendant la guerre des Six Jours de 1967 a changé le mouvement en organisation de guérilla palestinienne à l'arrivée de Yasser Arafat qui la dirigea de 1969 à sa mort, le 11 novembre 2004. Sur le plan politique, le Fatah devient la faction palestinienne majoritaire et oriente l'OLP vers un projet nationaliste palestinien, au détriment de l'unité du monde arabe souhaitée au départ par Nasser. L'Armée de libération de la Palestine, aile militaire de l'OLP, est construite en s'inspirant de l'exemple algérien.
L'OLP est admise aux Nations unies en 1974 comme membre observateur et reconnue comme « seul et légitime représentant du peuple palestinien. » Le 13 novembre de la même année, Yasser Arafat prononce un discours marquant devant l’Assemblée générale des Nations unies au cours duquel il exprime clairement le but de l’OLP : la création en Palestine d'un État démocratique où chrétiens, juifs et musulmans pourront vivre dans la justice, l'égalité et la fraternité. Grâce au soutien des pays du Tiers monde (la plupart des États occidentaux s’abstiennent, tandis qu’Israël et les États-Unis s'y opposent), l'ONU reconnaît le droit du peuple palestinien à la « souveraineté et à l'indépendance nationale ».

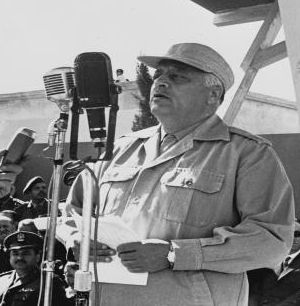
Ahmad Shukeiri (1965)
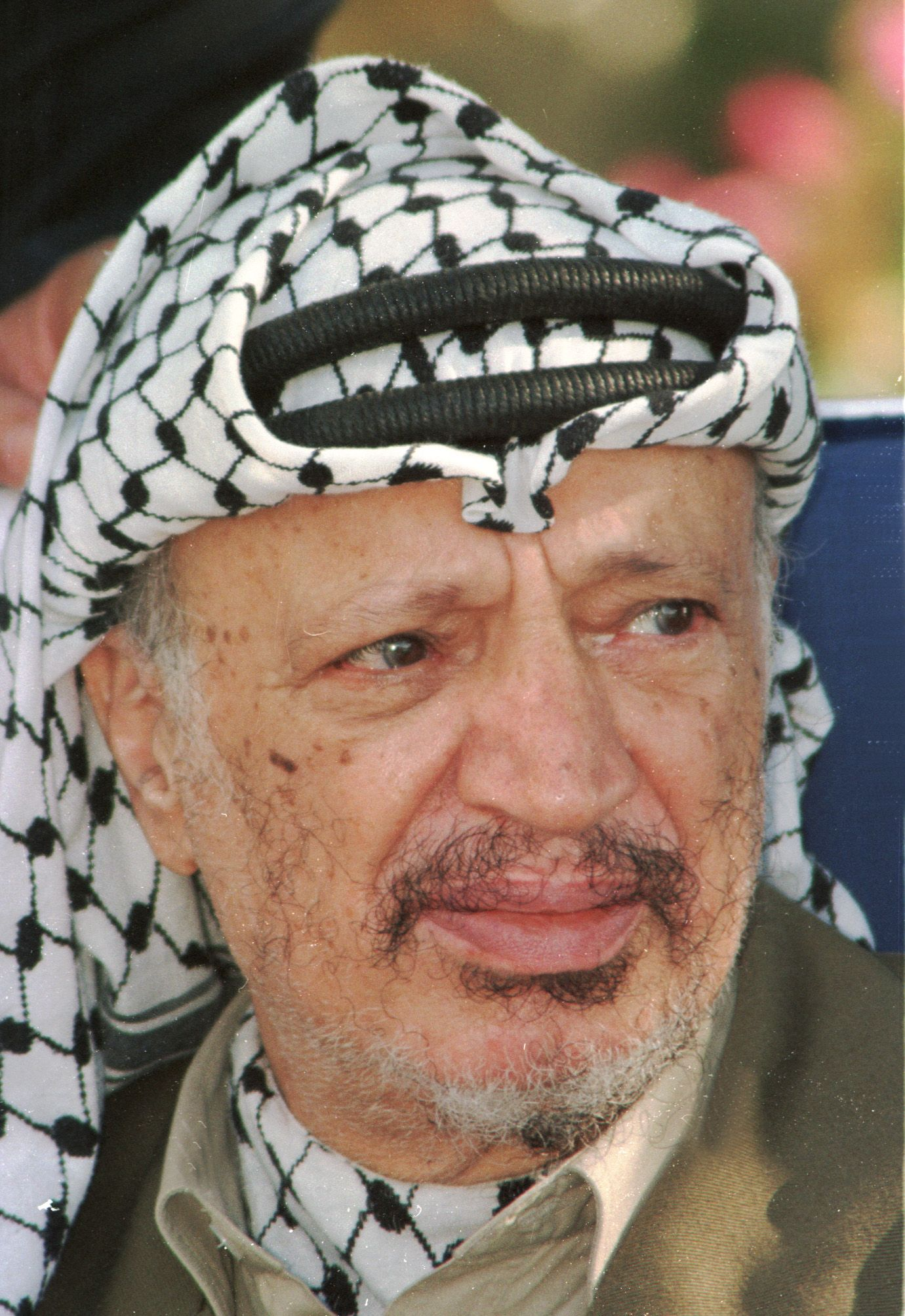
Yasser Arafat (1996)

### Septembre noir
En septembre 1970, l'OLP subit un revers majeur, déplorant la mort de milliers de Palestiniens, lors de l'assaut des armées jordaniennes contre ses groupes armés, qui déloge les groupes palestiniens de la Jordanie,.

### OLP au Liban
L'OLP s'établit au Liban, où vivent de nombreux réfugiés palestiniens, à la fin des années 1960. Elle y construit des institutions sociales, caritatives, militaires et artistiques en exil, mobilisant la population des camps de réfugiés et nouant des liens avec la gauche libanaise comme le Parti communiste libanais (PCL). Elle est aussi rejointe par des volontaires internationaux, en particulier libanais et arabes, mais aussi parfois des militants venus du Bangladesh, du Japon ou d'Amérique latine. Ses membres sont régulièrement visés par des actions israéliennes. Kamal Nasser, Kamal Adwan et Muhammad Youssef Al-Najjar sont tous trois exécutés par le Mossad le 9 avril 1973 dans un immeuble de Beyrouth, tandis Ali Hassan Salameh est assassiné lors de l'explosion d'une voiture piégée le 22 janvier 1979.
L'armée israélienne envahit le Liban du Sud en 1978 pour y déloger les combattants de l'OLP. En juin 1982, le premier ministre Menahem Begin et son ministre de la défense, Ariel Sharon, lancent une invasion du Liban, cette fois de grande ampleur, en « représailles » aux attaques de l'OLP. Après plusieurs semaines de siège de Beyrouth, un accord conduit à l’évacuation des combattants palestiniens. La guerre fait 20 000 morts Libanais et Palestiniens, y compris de nombreux civils, et quelques centaines de morts dans les rangs de l'armée israélienne. Ce conflit a été marqué notamment par le massacre de Sabra et Chatila commis par les milices chrétiennes alliées à Tel-Aviv lors de l'occupation de Beyrouth, qui fit entre 2 000 et 3 500 victimes.
La direction de l'OLP s'établit alors en Tunisie. En 1985, le premier ministre israélien Shimon Peres fait organiser un attentat contre le siège de l'OLP à Tunis ; 50 Palestiniens et 18 Tunisiens sont tués.

### Évolution du mouvement
La fin des années 1980 et l'ouverture de discussions avec Israël marqueront un tournant pour cette organisation. En 1988, l'OLP accepte les résolutions 242 et 338 de l’ONU comme base pour une conférence internationale qui permettrait à la Palestine d'obtenir l'autodétermination : rejet du terrorisme comme moyen d'action et reconnaissance de l'État d'Israël. L'OLP avait implicitement accepté dès 1973 l'existence de l’État d’Israël et modifiera officiellement en avril 1996 sa charte au profit de la solution à deux États,,.
Ayant proclamé en 1988 à Alger un « État de Palestine » reconnu par 89 États (en février 1989), l'OLP siège à l'ONU en tant qu'observateur permanent, sous le nom de « Palestine », et entretient des relations diplomatiques ou quasi diplomatiques avec de nombreux États. Le 15 décembre 1988, l'Assemblée générale des Nations unies prend acte de la déclaration d'indépendance et reconnaît au peuple palestinien son droit à exercer la souveraineté sur son territoire. Cependant, Israël réagit très négativement à la proclamation de l’État palestinien.
L'OLP négocie les accords d'Oslo, signés en 1993, avec le gouvernement de Yitzhak Rabin. La reconnaissance de la légitimité de l'OLP par Israël est un fait marquant. Naturellement, elle entretient des liens étroits avec l’Autorité palestinienne qui est née des accords d'Oslo. Les accords d’Oslo étaient cependant très asymétriques et ne correspondaient pas aux attentes des Palestiniens, ce qui a affaibli le prestige de l'OLP et favorisé l’essor de nouvelles organisations. Ces accords ont divisé la Cisjordanie en zone A, B et C, dans le but de créer un État Palestinien, mais la construction par le gouvernement israélien en 2002 d'une barrière de séparation ne respectant pas les accords a enterré, à ce stade, la possibilité de construction d'un État palestinien. D'autre part, les accords n'évoquaient pas le droit au retour des réfugiés palestiniens et le statut de Jérusalem-Est.
Ainsi, de nombreuses voix au sein du mouvement national palestinien s’élèvent contre une OLP jugée trop modérée. Le Hamas, proche des Frères musulmans, est fondé en 1987 dans le sillage de la première intifada. Les autorités israéliennes favorisent dans un premier temps le développement de l'organisation islamiste afin d'affaiblir l'OLP.

### Première intifada
Le soulèvement des Palestiniens des territoires occupés contre l'Autorité israélienne, entre 1987 et 1993, provoque des émeutes et des attentats contre les colons et les militaires israéliens ainsi que des conflits entre factions palestiniennes et conduit à une vague de répression dans les territoires palestiniens occupés,.

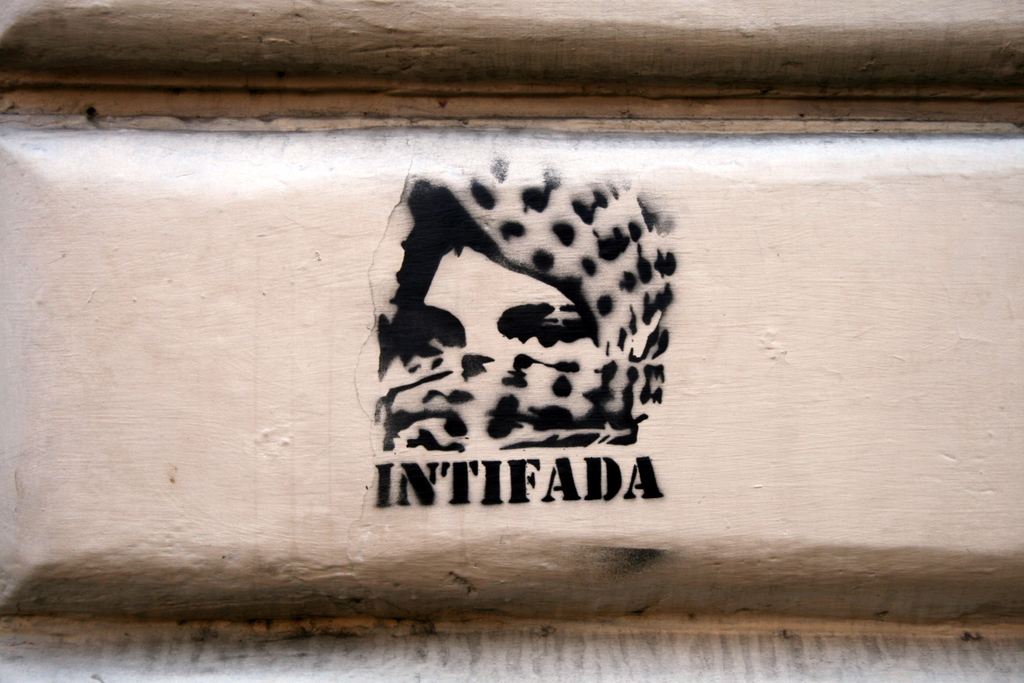
Pochoir sur un mur de Rome (Italie).

### Seconde intifada
La Seconde intifada désigne une période de violences israélo-palestiniennes, entre septembre 2000 et 2003 voire 2005, selon les observateurs. Les événements sont décrits par Israël comme une campagne de terrorisme palestinien, et par les Palestiniens comme une révolte contre l'occupation et la colonisation.

### Succession de Yasser Arafat

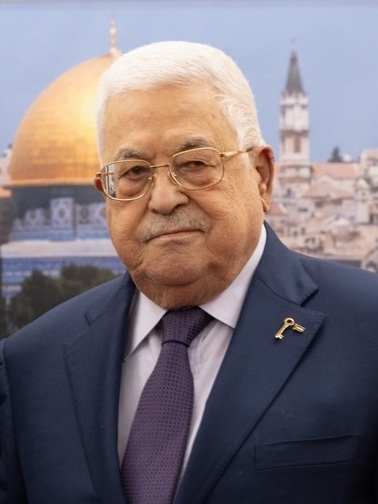
Mahmoud Abbas (novembre 2023)

Depuis la mort de Yasser Arafat, son ancien Premier ministre Mahmoud Abbas est devenu son successeur à la tête de l'OLP et de l'Autorité palestinienne ; en 2005, et a poursuivi le dialogue avec Israël. Il a obtenu un cessez-le-feu mais son autorité est mise à mal par les tirs fréquents de roquettes revendiquées par le Hamas ou le Jihad islamique palestinien.
Le plan de désengagement de la bande de Gaza, adopté et appliqué unilatéralement par le gouvernement israélien d'Ariel Sharon sans concertation avec l'Autorité palestinienne permet au Hamas de présenter le retrait des colons et de l'armée israélienne réalisé en septembre 2005 comme une victoire de sa « résistance islamique » et de conforter sa popularité. Il remporte les élections législatives de 2006 et prend le contrôle de la bande de Gaza en 2007.
Après la mort en 2020 de Saeb Erekat, négociateur en chef des Palestiniens, et la démission d'Hanan Ashrawi, son porte-parole, l'OLP appelle à rajeunir le leadership palestinien. En effet, depuis les accords d'Oslo, le président Mahmoud Abbas poursuit son mandat qui devait s'achever en 2009. Aussi, l'ensemble des institutions palestiniennes vieillissantes sont décriées pour leur manque de légitimité comme de représentativité mais les nombreuses divisions au sein de l'OLP ne parviennent pas à trouver un accord politique.
L'OLP est contestée par une nouvelle génération de militants qui l'accuse de corruption et de collaboration avec Israël au détriment de la lutte pour la libération nationale. Elle apparait particulièrement impuissante lors de la guerre à Gaza de 2023-2024. Les organisations de la gauche de l'OLP, comme le Parti du peuple palestinien et le Front démocratique pour la libération de la Palestine, ainsi que les partisans de Marwan Barghouti au sein du Fatah, militent pour une unité nationale incluant le Hamas et le Jihad islamique palestinien,.

### Tentative de réactivation
La guerre de Gaza, parfois qualifiée de génocide, pousse à rapprocher les composantes du mouvement national palestinien, désuni depuis les trois décennies. La conférence académique du centre arabe de recherches et d’études politiques (CAREP), en février 2024, débouche sur la décision de faire renaître l’OLP, dont sont exclus le Hamas et le Djihad islamique. Une conférence nationale palestinienne se tient à Doha (Qatar) du 18 au 20 février 2025, rassemblant 400 représentants venant de Gaza, la Cisjordanie, des camps de réfugiés de Syrie et du Liban, et de la diaspora palestinienne du reste du monde, sous la présidence de Muin Taher. L’autorité palestinienne s’est fortement opposée à cette conférence, interdisant notamment à ses employés d’y participer sous la menace de licenciement, privation de passeport et d’emprisonnement. Le Fatah et l’Initiative nationale palestinienne sont représentés. La conférence s’achève par la désignation d’une assemblée de 108 membres et d’un comité de suivi de 17 membres, ainsi qu’un premier plan d’action (mobilisations à la base, soutien aux prisonniers, renforcement des communautés de la diaspora). Le comité de suivi est mandaté pour renouer les liens avec le Hamas et le Djihad islamique, ainsi qu’avec Mahmoud Abbas, afin d’organiser des élections démocratiques. Ces élections permettraient aux membres de la diaspora de voter en ligne. Sont également en projets la réactivation des syndicats et la réouverture des adhésions,.

## Fonctionnement des institutions
Initialement, l’OLP est une organisation essentiellement civile ; elle se dote d’organismes de gouvernement, le conseil national palestinien, le conseil central et le comité exécutif. Elle agit principalement en constituant un substitut d’État-providence. Elle dispose très tôt d’une armée de libération de la Palestine.
Le fonds national palestinien est une des principales institutions civiles de l’OLP. Il est financé par un impôt obligatoire de 5 % sur les salaires des Palestiniens du monde entier ; dans le monde arabe, ce sont les États qui se chargent de le collecter et de le reverser à l’OLP.
Le Croissant-Rouge palestinien intervient pour offrir des soins aux réfugiés ; la SAMED (société pour le travail des martyrs palestiniens) s’occupe de la formation professionnelle et crée des usines dans les camps de réfugiés ; le départements des organisations de masse (syndicats et associations) dont certaines créent des coopératives et des structures de formation ; l’association pour les affaires sociales au bénéfice des familles de martyrs et de prisonniers travaille au profit de milliers de familles dépourvues de soutien. En 1993, le Palestinian Welfare Department de Amman fournissait du soutien à 100 000 familles palestiniennes.
Enfin, le centre de recherches de l’OLP mène à partir de 1963 des recherches diffusées par de multiples publications sur Israël, la Palestine et le conflit israélo-palestinien.

## Lutte armée
Le 1er juin 1965, l'OLP en formation tente de faire exploser l'aqueduc national d'Israël pour son premier attentat. Durant les trois années suivantes, l'organisation établit un réseau international de cellules de guérilla. Elle amasse clandestinement des armes et des explosifs. Les objectifs sont de rendre la cause palestinienne connue internationalement, perturber le trafic aérien et maritime d'Israël, perturber le tourisme et l'économie israélienne et blesser son image de pays fort et gagnant.
Les années qui suivent la fondation de l'OLP sont celles d'une intensification des actions de guérilla en Cisjordanie occupée. De 97 en 1967, elles passent à 916 en 1968, 2 432 en 1969 et 1 887 jusqu’à septembre 1970. Lors de la bataille de Karameh, le 20 mars 1968, les Palestiniens résistent pendant toute une journée à une incursion blindée israélienne en Jordanie destinée à détruire une de leurs bases. Les Israéliens perdent plusieurs dizaines de soldats et de nombreux blindés. Les Palestiniens sont ensuite très durement touchés par le Septembre noir, en 1970, lorsque le roi de Jordanie Hussein, allié des États-Unis, fait écraser par surprise les camps de l'OLP en Jordanie. L'année suivante, seules 45 actions de guérilla sont réalisées
De 1969 à 1985, les groupes de l'OLP auraient commis, selon un rapport du Ministère des Affaires Étrangères israélien visant à discréditer l'OLP en tant que participant possible aux pourparlers de paix au Proche-Orient, 8 000 attaques (dont 435 en dehors d'Israël) qui totaliseraient 650 morts israéliens, principalement des civils. Une stratégie perçue comme efficace par l'organisation, en partie pour faire connaître internationalement la question palestinienne.
Après avoir reçu le statut de membre observateur aux Nations unies en 1974, l'OLP commence à mettre de côté l’action militaire pour privilégier la diplomatie et la politique,